# Capacité de rouler la langue

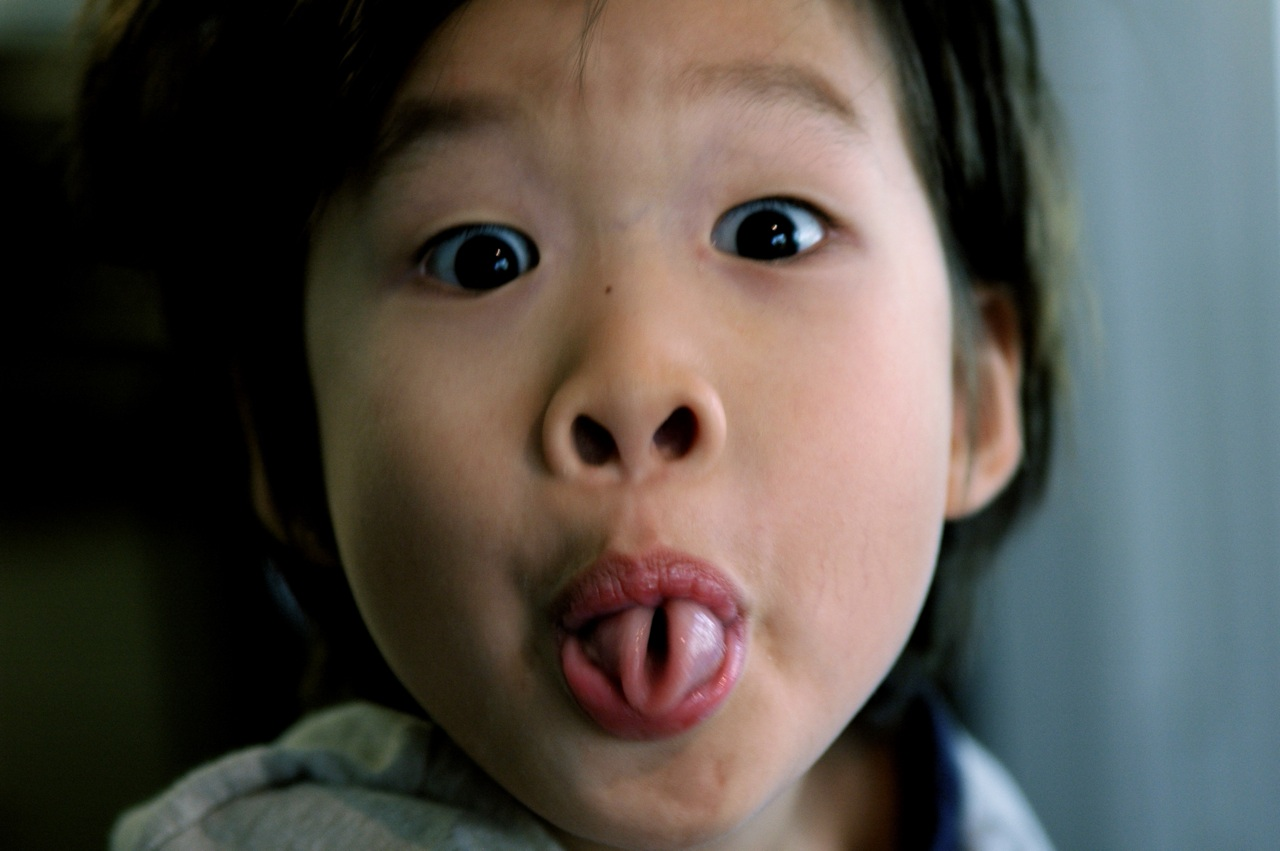
Langue roulée.

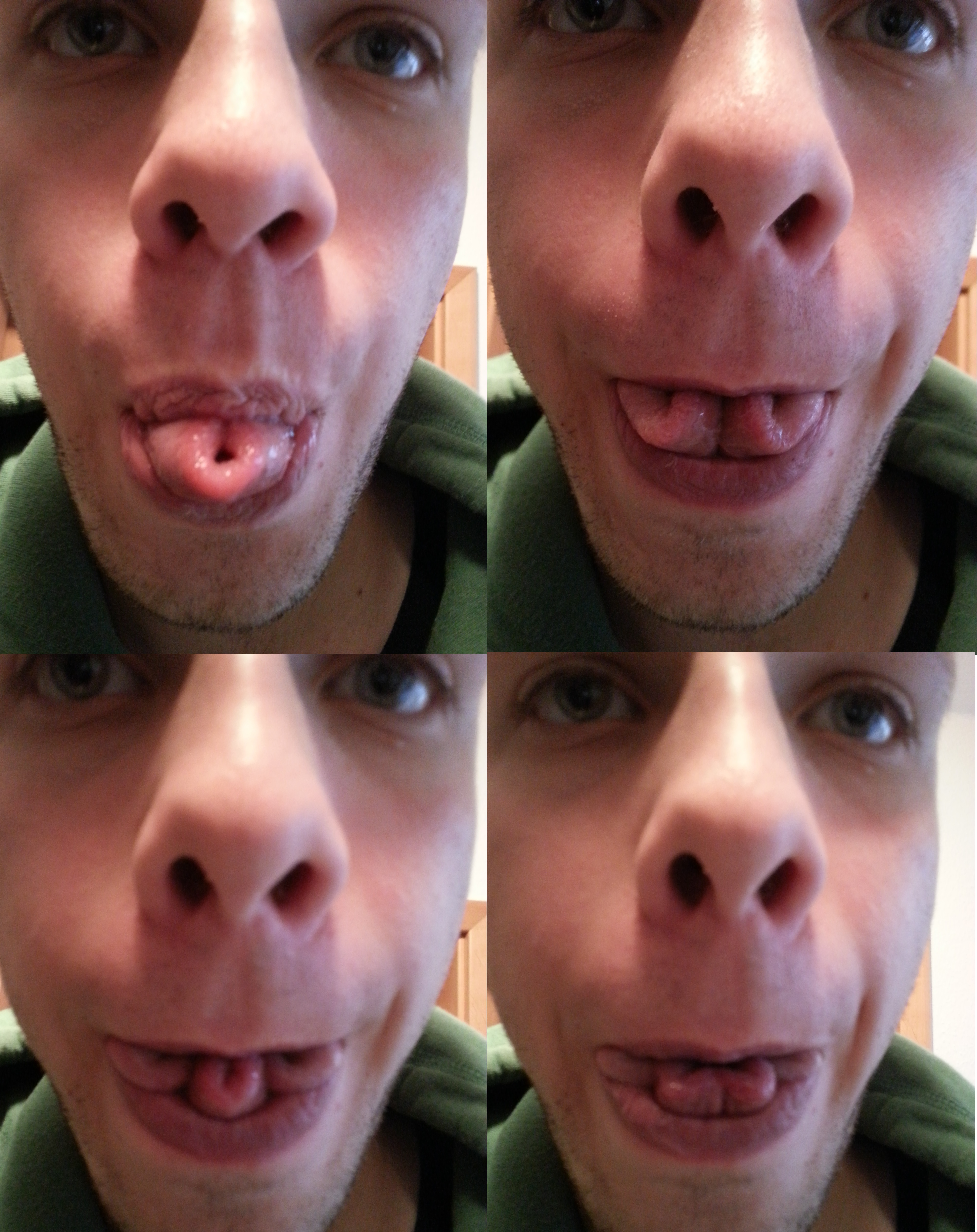
Langue disposée sous différentes formes.

La capacité de rouler la langue, appelée aussi langue en U, désigne la faculté d'enrouler les côtés de la langue vers le haut pour former un tube. Les muscles intrinsèques permettent à certaines personnes de former des motifs particuliers avec leur langue (ces muscles transverses permettent également de réaliser des motifs en trèfle, en W),. Une minorité (36,3 % des hommes et 33,16 % des femmes) n'est pas capable de réaliser cet enroulement. 
Selon une croyance populaire relayée dans des manuels scolaires, les variations de cette capacité chez les individus est d'origine héréditaire. Rouler la langue en tube est souvent décrit comme un trait dominant et est communément utilisé en cours d'introduction en biologie.
Il y a peu de preuves confirmant l'hypothèse que la capacité de rouler la langue est héréditaire et dominante. En 1940, Alfred Sturtevant a observé qu'environ 70 % des personnes d'ascendance européenne pouvaient rouler leur langue. Une étude de jumeaux en 1952 et 1975 permet de conclure que des jumeaux homozygotes n'ont pas plus de chances que des jumeaux dizygotes d'avoir tous les deux le même phénotype de la capacité de rouler la langue.